# هنری بیکر (دانشمند رایانه)
هنری گیونز بیکر جونیور (به انگلیسی: Henry Baker). یک دانشمند رایانه آمریکایی است که در بازیافت حافظه، برنامه‌نویسی تابعی و منطق خطی مشارکت داشته است. او یکی از بنیانگذاران سیمبولیکس بود، شرکتی که خط تولید ماشین‌های لیسپ را طراحی و تولید می‌کرد. در سال ۲۰۰۶ توسط انجمن ماشین‌های حسابگر به عنوان دانشمند ممتاز شناخته شد.
او به‌خاطر تحقیقاتش در زمینه بازیافت حافظه، به‌ویژه جمع‌آوری کپی بیکر در زمان واقعی، و روی مدل آکتور مشهور است. 
بیکر مدرک کارشناسی خود را در (۱۹۶۹)، اس.م. (۱۹۷۳)، ای.ای.(۱۹۷۳)، و پی‌اچ‌دی از مؤسسه فناوری ماساچوست را در (۱۹۷۸) دریافت کرد.
چیکن (پیاده‌سازی اسکیم) از طرحی نوآورانه بیکر الهام گرفته شده است.